# Захарян, Арсен Норайрович
Арсе́н Нора́йрович Захаря́н (род. 26 мая 2003, Самара) — российский футболист, полузащитник испанского клуба «Реал Сосьедад» и сборной России.

## Клубная карьера

### Ранние годы
Арсен родился в Самаре 26 мая 2003 года, куда его семья переехала из Мардакерта из-за начала Первой карабахской войны. Отец игрока Норайр работал в строительной сфере. Старший брат Давид (род. 1997) — в прошлом профессиональный футболист, закончил карьеру из-за травмы. Младшего брата, рождённого в 2013 году, зовут Артур. Арсен с шести лет занимался в академии «Крыльев Советов». Первый тренер — Владимир Королёв. Специалист отмечал, что уже в юном возрасте Арсен хорошо обращался с мячом и обладал высоким футбольным интеллектом. В 14 лет Захарян ездил на просмотр в петербургский «Зенит», однако не смог попасть в команду. После возвращения в Самару он покинул «Крылья» и перешёл в Академию имени Юрия Коноплёва, куда до этого перебрался и Владимир Королёв. В апреле 2017 года Арсен в составе Академии принял участие в юношеском чемпионате России. Игрок удачно провёл турнир и привлёк внимание к себе со стороны всех сильнейших московских клубов. Самым конкретным оказалось предложение «Динамо», и в итоге Захарян пополнил ряды «бело-голубых».

### «Динамо»
В феврале 2020 года в возрасте 16 лет Захарян дебютировал за молодёжную команду «Динамо». Он принял участие в трёх матчах и забил в них два гола. Сезон 2020/2021 он начал в «Динамо-2», выступавшем в ПФЛ, и за 15 встреч в «дубле» отметился 8 мячами и 5 результативными передачами. В октябре он попал в топ-60 лучших молодых футболистов мира по версии The Guardian, получив следующую характеристику:

«Захарян — элегантный, „двуногий“, универсальный центральный полузащитник, который отбирает, забирает мячи после отскока, умно перемещается, создает моменты и забивает. Его способность читать игру помогла ему выделиться в юном возрасте».
Успешные выступления за вторую команду не остались незамеченными главным тренером «бело-голубых» Сандро Шварцем, и 1 ноября 2020 года Захарян дебютировал в Премьер-лиге в поединке против «Тамбова» (2:1), выйдя на замену на 76-й минуте вместо Дмитрия Скопинцева. В феврале 2021 года Арсен продлил контракт с клубом до лета 2024 года. В первом матче после зимней паузы, соперником «Динамо» в котором был грозненский «Ахмат», Захарян забил свой первый гол в чемпионате России. В остававшихся до конца чемпионата встречах Арсен отлично проявлял себя, став игроком основного состава «бело-голубых». Его выступления были отмечены как экспертами, так и тренерами сборных: в марте он принял участие в молодёжном чемпионате Европы, хотя на тот момент ему было лишь 17 лет, а в мае Станислав Черчесов включил его в расширенный список национальной команды для подготовки к Евро-2021. В заключительном туре чемпионата полузащитник забил победный гол в ворота ЦСКА, перебросив вратаря «армейцев» Игоря Акинфеева. Всего в своём дебютном сезоне Захарян провёл в Премьер-лиге 13 матчей, в которых отметился 3 голами и 5 результативными передачами, и был признан игроком сезона «Динамо».

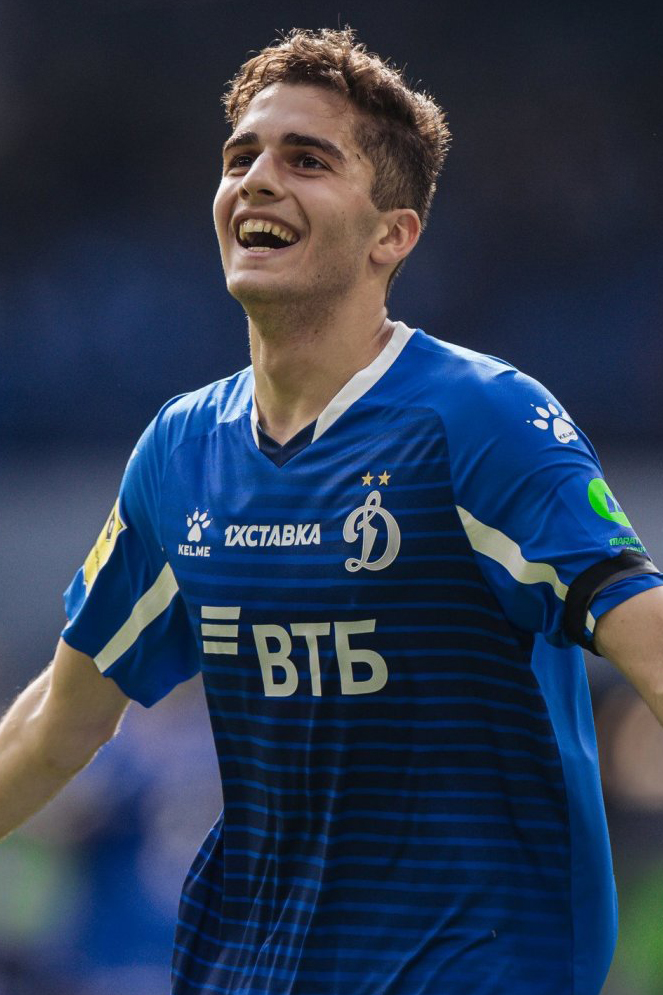
Захарян в матче против ЦСКА 16 мая 2021 года

В первом туре чемпионата 2021/22 Захарян отметился забитым мячом в ворота «Ростова» и был признан лучшим игроком матча. Ярко Арсен провёл и победный для «Динамо» матч третьего тура против ЦСКА: он заработал пенальти и был признан лучшим футболистом встречи по мнению комментаторов. Успешная игра россиянина привлекла внимание европейских клубов, и в августе в прессе стали появляться сообщения об интересе к Захаряну со сторону «РБ Лейпциг», «Челси» и даже «Барселоны». 22 октября в игре против «Химок», закончившейся со счётом 4:1 в пользу «бело-голубых», полузащитник оформил ассистентский хет-трик. Захарян, несмотря на юный возраст, стабильно демонстрировал высокий уровень выступлений, а «Динамо» по итогам осенней части чемпионата было главным соперником «Зенита» в борьбе за первое место в таблице. Некоторые эксперты называли Арсена одним из лучших полузащитников лиги. По итогам 2021 года Захаряну была вручена премия «Первая пятёрка» как лучшему молодому игроку РПЛ. После зимнего перерыва результаты «бело-голубых» ухудшились, и в итоге, не одержав ни одной победы в заключительных пяти турах (в том числе в последнем уступив «Сочи» — прямому конкуренты за серебряные медали — со счётом 1:5), они заняли третье место в турнирной таблице. Арсен за этот отрезок отметился двумя голами: в ворота «Урала» (2:3) и «Локомотива» (3:3). Также «Динамо» вышло в финал Кубка России, где уступило «Спартаку» со счётом 1:2. По мнению Игоря Рабинера, Захарян, забивший в том матче единственный гол «бело-голубых», был одним из немногих «динамовцев», кто в тот день «сыграл в свою истинную силу». Всего в сезоне 2021/22 полузащитник провёл 33 матча во всех соревнованиях, записав на свой счёт 8 голов и 9 результативных передач, и во второй раз подряд был признан лучшим футболистом сезона в «Динамо».
Новый сезон Захарян начал неплохо, забив гол ударом издали и отдав ассист в матче второго тура против «Торпедо». В третьем туре он также стал автором голевой передачи, но в концовке встречи за споры с судьёй получил вторую жёлтую карточку и был удалён с поля. В конце августа лондонский «Челси» предпринял попытку приобрести полузащитника. Представители английского клуба рассчитывали заплатить за 19-летнего россиянина 15 миллионов евро и лично встречались с ним для обсуждения условий личного контракта, однако сделка не состоялась из-за сложностей, вызванных санкциями против российских банков. Осенью Арсен, по мнению многих, перестал играть на привычном для себя уровне, что связывалось в первую очередь со срывом трансфера в стан «Челси». Тем не менее, высказывались и другие причины наметившегося спада: Юрий Сёмин, например, предположил, что неудачи возникли не из-за несостоявшегося перехода, а вследствие нестабильности, свойственной большинству молодых футболистов. Также серьёзно на игру как Захаряна, так и команды в целом повлияло назначение на пост главного тренера Славиши Йокановича вместо покинувшего коллектив Шварца. При сербском специалисте игровые функции Арсена несколько изменились: например, до этого он чаще действовал на краю атаки, а при Йокановиче переместился в центр полузащиты, из-за чего стал реже бить по воротам, концентрируясь на создании и развитии атак. 22 октября он забил второй гол в сезоне, поразив ворота «Локомотива» со штрафного после рикошета от стенки. 8 апреля 2023 года в дерби против «Спартака» Захарян отличился забитым мячом и голевой передачей; матч закончился со счётом 3:3. В весенней части чемпионата он забил ещё два гола (по одному — в ворота «Торпедо» и «Крыльев Советов»). Хотя статистические показатели футболиста не сильно ухудшились по сравнению с прошлым сезоном (4 гола и 7 ассистов в 27 встречах РПЛ), весной игру Арсена продолжили критиковать, а многие называли его одним из разочарований сезона.
В августе 2023 года Захарян перешёл в испанский «Реал Сосьедад». Сумма сделки предположительно составила 12 миллионов евро. На старте сезона Арсен успел провести лишь три матча за «Динамо», отметившись результативными действиями лишь во встрече против «Крыльев Советов» (гол и голевая передача). В игре против «Зенита» полузащитник был заменён уже в первом тайме из-за травмы. Кубковый матч против «Краснодара» через три дня после этого стал для Арсена последним поединком за «бело-голубых» перед отъездом в Испанию: в нём он вышел на поле после перерыва и в добавленное время забил гол после удара со штрафного, который принёс «Динамо» победу со счётом 4:3.

### «Реал Сосьедад»
Захарян, подписавший с клубом контракт до конца сезона 2028/29, присоединился к команде 20 августа. 25 августа он дебютировал за команду в матче против «Лас-Пальмаса», заменив на 75-й минуте Браиса Мендеса.
24 октября 2023 года сыграл свой первый в карьере матч в еврокубках, выйдя на замену на 76-й минуте в игре группового этапа Лиги чемпионов против «Бенфики».
9 декабря 2023 года совершил первое голевое действие за клуб, отдав ассист в матче чемпионата против «Вильярреала» (3:0). 15 марта 2024 года в матче чемпионата против «Кадиса» забил первый гол.
21 февраля 2025 года в матче плей-офф Лиги Европы против «Мидтьюлланна» (5:2) отдал голевой пас, что стало для Захаряна первым результативным действием в еврокубках за карьеру.

## Карьера в сборной
Участник чемпионата Европы среди молодёжных сборных 2021 года в составе сборной России. В первом матче турнира против Исландии забил мяч, став самым молодым автором гола финальных турниров молодёжного Евро.
Был включён в расширенный состав сборной России на чемпионат Европы по футболу 2020, но из-за бактериальной ангины в итоговую заявку не попал.
Дебютировал за первую сборную России в матче отборочного турнира чемпионата мира 2022 года с Хорватией (0:0) 1 сентября 2021 года.

## Достижения
«Динамо» (Москва)
- Бронзовый призёр чемпионата России: 2021/22
- Финалист Кубка России: 2021/2022

Личные
- В списках 33 лучших футболистов чемпионата России: № 1 (2021/22)
- Лауреат премии «Первая пятёрка»: 2021[48]
- Лучший молодой игрок сезона по версии РФС: 2021/22[49][50]

## Статистика выступлений

### Клубная
| Выступление         | Выступление      | Выступление      | Лига | Лига | Кубки | Кубки | Еврокубки | Еврокубки | Итого | Итого |
| Клуб                | Лига             | Сезон            | Игры | Голы | Игры  | Голы  | Игры      | Голы      | Игры  | Голы  |
| ------------------- | ---------------- | ---------------- | ---- | ---- | ----- | ----- | --------- | --------- | ----- | ----- |
| → Динамо-2 (Москва) | ПФЛ              | 2020/21          | 15   | 8    | —     | —     | —         | —         | 15    | 8     |
| → Динамо-2 (Москва) | Итого            | Итого            | 15   | 8    | —     | —     | —         | —         | 15    | 8     |
| Динамо (Москва)     | Премьер-лига     | 2020/21          | 13   | 3    | 0     | 0     | 0         | 0         | 13    | 3     |
| Динамо (Москва)     | Премьер-лига     | 2021/22          | 29   | 7    | 5     | 2     | —         | —         | 34    | 9     |
| Динамо (Москва)     | Премьер-лига     | 2022/23          | 27   | 4    | 10    | 1     | —         | —         | 37    | 5     |
| Динамо (Москва)     | Премьер-лига     | 2023/24          | 3    | 1    | 2     | 1     | —         | —         | 5     | 2     |
| Динамо (Москва)     | Итого            | Итого            | 72   | 15   | 17    | 4     | 0         | 0         | 89    | 19    |
| Реал Сосьедад       | Примера          | 2023/24          | 29   | 1    | 6     | 0     | 5         | 0         | 40    | 1     |
| Реал Сосьедад       | Примера          | 2024/25          | 3    | 1    | 0     | 0     | 1         | 0         | 4     | 1     |
| Реал Сосьедад       | Итого            | Итого            | 32   | 2    | 6     | 0     | 6         | 0         | 44    | 2     |
| Всего за карьеру    | Всего за карьеру | Всего за карьеру | 119  | 25   | 23    | 4     | 6         | 0         | 148   | 29    |

1. ↑  Кубок России, Кубок Испании.
2. ↑  Лига чемпионов УЕФА, Лига Европы УЕФА

### Матчи за сборную
| № | Дата            | Оппонент    | Счёт | Голы | Карточки | Минуты | Соревнование             |
| - | --------------- | ----------- | ---- | ---- | -------- | ------ | ------------------------ |
| 1 | 1 сентября 2021 | Хорватия    | 0:0  | —    | —        | 70     | Отборочные матчи ЧМ-2022 |
| 2 | 7 сентября 2021 | Мальта      | 2:0  | —    | —        | 46     | Отборочные матчи ЧМ-2022 |
| 3 | 8 октября 2021  | Словакия    | 1:0  | —    | —        | 46     | Отборочные матчи ЧМ-2022 |
| 4 | 11 октября 2021 | Словения    | 2:1  | —    | —        | 12     | Отборочные матчи ЧМ-2022 |
| 5 | 17 ноября 2022  | Таджикистан | 0:0  | —    | —        | 46     | Товарищеский матч        |
| 6 | 20 ноября 2022  | Узбекистан  | 0:0  | —    | —        | 76     | Товарищеский матч        |
| 7 | 23 марта 2023   | Иран        | 1:1  | —    | —        | 69     | Товарищеский матч        |
| 8 | 21 марта 2024   | Сербия      | 4:0  | —    | —        | 27     | Товарищеский матч        |

Итого: 8 матчей / 0 голов; 4 победы, 4 ничьих, 0 поражений.